# Alias Holland Jimmy
Alias Holland Jimmy est un film muet américain réalisé par William V. Mong et sorti en 1915.

## Fiche technique
- Réalisation : William V. Mong
- Scénario : William V. Mong
- Date de sortie : États-Unis : 22 mai 1915

## Distribution
- Cleo Madison
- William V. Mong